# Majoxiphalus major
Majoxiphalus major är en kräftdjursart som först beskrevs av J. L. Barnard 1960.  Majoxiphalus major ingår i släktet Majoxiphalus och familjen Phoxocephalidae. Inga underarter finns listade i Catalogue of Life.